# San Ignacio de Loyola, Mexico City
San Ignacio de Loyola är en ort i Mexiko.   Den ligger i kommunen Tláhuac och delstaten Distrito Federal, i den sydöstra delen av landet, 30 km sydost om huvudstaden Mexico City. San Ignacio de Loyola ligger 2 237 meter över havet och antalet invånare är 728.
Terrängen runt San Ignacio de Loyola är platt åt nordost, men åt sydväst är den kuperad. Runt San Ignacio de Loyola är det tätbefolkat, med 411 invånare per kvadratkilometer. Närmaste större samhälle är Iztapalapa, 19,5 km nordväst om San Ignacio de Loyola. Trakten runt San Ignacio de Loyola består till största delen av jordbruksmark.